# Juego de niños (obra de teatro)
Juego de niños es una obra de teatro en tres actos de Víctor Ruiz Iriarte, estrenada en 1952.

## Argumento
Ricardo y Cándida componen un desgastado matrimonio burgués en el Madrid de la época. Cándida, hastiada porque su marido no hace uso del matrimonio con la frecuencia esperada, no duda en insinuarse a otros hombres y el directamente no suele dormir en casa. Conocedores de la situación los dos hijos de la pareja y la sobrina, deciden tender una trampa a Ricardo, un juego de niños, utilizando para ello a Marcelo, un profesor de francés despistado y bondadoso.

## Representaciones destacadas
- Teatro (Teatro Reina Victoria, Madrid, 8 de enero de 1952). Estreno.
  - Dirección: Fernando Granada.
  - Intérpretes: Tina Gascó (Cándida), Juan Cortés (Ricardo), Carlos Casaravilla (Marcelo), Victoria Rodríguez, Manuel Alejandre.
- Cine (Juego de niños, España, 1959).
  - Dirección: Enrique Cahen Salaberry
  - Intérpretes: Isabel Alemany, George Rigaud, Juanjo Menéndez.
- Televisión (Estudio 1, TVE, 3 de noviembre de 1972).
  - Dirección: Pedro Amalio López.
  - Intérpretes: Fernando Delgado, Luisa Sala, Andrés Mejuto, Tina Sáinz, Julia Montero, Sagrario Sala.